# Gaius Annius Flavianus (Eques)
Gaius Annius Flavianus war ein im 2. Jahrhundert n. Chr. lebender Angehöriger des römischen Ritterstandes (Eques). Durch zwei Inschriften ist seine Laufbahn bekannt, die in den Inschriften als cursus inversus, d. h. in absteigender Reihenfolge wiedergegeben ist.
Flavianus wurde während der Regierungszeit von Mark Aurel (161–180) mit dem Staatspferd ausgezeichnet (equo publico exornato). Seine darauf folgende militärische Laufbahn bestand aus den für einen Angehörigen des Ritterstandes üblichen Tres militiae. Zunächst wurde er Kommandeur (Praefectus) der Cohors IIII Raetorum, die in der Provinz Cappadocia stationiert war. Im Anschluss war er Tribunus militum in der Legio III Italica, die ihr Hauptlager in Castra Regina in Raetia hatte; mit dieser Legion nahm er zwischen 178 und 180 am zweiten Germanenkrieg von Mark Aurel teil und erhielt dafür militärische Auszeichnungen (donis militaribus donatus bello Germanico II). Zuletzt übernahm er die Leitung der Ala I Flavia Sabastenorum, die in der Provinz Mauretania Caesariensis stationiert war.
Danach wurde er subpraefectus der Classis praetoria Misenensis; dieser Posten war mit einem Jahreseinkommen von 60.000 Sesterzen verbunden. Im Anschluss war er Statthalter (Procurator) in der Provinz Alpes Atrectionae und danach procurator tractus Karthaginiensis; diese beiden Positionen waren mit einem Jahreseinkommen von 100.000 Sesterzen verbunden.
Flavianus war der Schwiegersohn von Arminius Donatus und hatte einen Sohn namens Annius Arminius Donatus. Seine Ehefrau war Arminia Paulina. In Timgad wurde eine weitere, unvollständig erhaltene Inschrift mit seiner Laufbahn gefunden. Sein Sohn ist durch zwei Inschriften belegt.
Drei der Inschriften wurden von Gaius Vibius Marinus, einem Centurio der Legio III Augusta errichtet. Möglicherweise hatte Marinus dem Flavianus einiges zu verdanken; so könnte Flavianus einen positiven Einfluss auf die Karriere des Marinus gehabt haben.